# Oscar Kiss Maerth
Oscar Kiss Maerth (* 8. Oktober 1914; † 26. August 1990) von Freunden auch kurz „OKM“ genannt. Der geborene Ungar war ein britischer Unternehmer und Esoteriker.

## Leben
Maerth studierte in Südostasien die Lebensgewohnheiten naturnah lebender Menschen. Dabei ging er den Fragen nach der Ursache der Entstehung und Entwicklung des Menschen, seiner Intelligenz und seines Verhaltens nach.
Maerth wurde 1971 bekannt als Autor von Der Anfang war das Ende (Englisch: The Beginning was the End), ein Buch, das er 1967 in der Abgeschiedenheit des buddhistischen Klosters Tsin San in der chinesischen Provinz Guangdong schrieb. Er vertrat in diesem Buch die These, dass der Mensch von Affen abstammt, die systematisch über viele tausend Jahre hinweg das Gehirn ihrer Artgenossen verzehrten. Dadurch habe ihr Gehirnvolumen sukzessive zugenommen. Letztlich sei der Mensch durch Kannibalismus entstanden.

„Ein Affe entdeckte, daß der Verzehr von frischem Gehirn von Artgenossen die sexuellen Impulse steigert. – Er und seine Nachkommen wurden süchtig und jagten nach Gehirnen. – Erst später merkten sie, daß davon ihre Intelligenz wuchs. Ergebnis dieses Prozesses ist der »Homo Sapiens«.“

Das Buch Der Anfang war das Ende erschien zuerst in Deutsch und wurde in acht Sprachen übersetzt, unter anderem ins Englische, Französische, Spanische, Italienische, Niederländische und Ungarische. In dem Buch stellte Maerth auch zwei Nachfolgebände in Aussicht, für die er jedoch keinen Verleger fand. Maerth ließ einige Broschüren drucken, darunter ein 8-seitiges Redemanuskript The speech of Moltrasio (1974), welches in mehreren Sprachen – darunter auch in Deutsch – erschien. Daneben verfasste er noch die Rede von Assisi und einen Essay mit dem Titel Abrüstung der Kinder – Kein Kriegsspielzeug in Kinderhände.
Maerth lebte, nachdem er aus Ungarn nach Südamerika emigriert war, für viele Jahre in Hongkong, später mit seiner Frau Elisabeth und drei Kindern am Comer See in Oberitalien, wo er die Villa Passalacqua in Moltrasio erwarb. Die Villa und einen Großteil seines Vermögens vermachte er der Stiftung Omnia Mundi. Die Stiftung wurde 1975 mit 50.000 Schweizer Franken als Anfangskapital eingetragen. Die Stiftung wurde nach dem Tod des Stifters aufgelöst.
Der Name der Familie ging 1982 durch die Presse, als bekannt wurde, dass seine damals 18-jährige Tochter Gaby auf dem Schulweg entführt worden war. Sie blieb 149 Tage in der Gewalt der Kidnapper und wurde schließlich gegen Lösegeld frei gelassen. Später wurde berichtet, dass die italienische Polizei die Entführer festnahm, die Justiz sie vor Gericht stellte und zu hohen Gefängnisstrafen verurteilte. In diesem Zusammenhang wurde Oscar Kiss Maerth als britischer Millionär dargestellt. Zu diesem Zeitpunkt hatte er allerdings den größten Teil seines Vermögens seiner Stiftung vermacht.

## Wirkung
Maerths Gedankengut inspirierte die 1970er-Jahre-Band Devo. Der Philosoph Volker Zotz unterhielt in seiner Jugend enge Kontakte zu Oscar Kiss Maearth, den er trotz Kritik als einen von denen achtet, die „so weit vom Normalen abgerückt sind, dass sie alles anders sehen als die meisten.“

## Werke
- Der Anfang war das Ende – Der Mensch entstand durch Kannibalismus – Intelligenz ist eßbar. Econ Verlag, Düsseldorf, Wien 1971, ISBN 3-430-15460-X
- The speech of Moltrasio (Die Rede von Moltrasio). Omnia Mundi, 1974, in vielen Sprachen vorhanden
- Die Rede von Assisi, Omnia Mundi, 1975
- Die Abrüstung der Kinder, Omnia Mundi, 1979